# Dorasan (métro de Séoul)
Dorasan (en coréen : 도라산역) est la station terminus de la branche Munsan-Dorosan de la ligne Gyeongui-Jungang du métro de Séoul. Elle est située, au Nosang-ri, Jangdan-myeon, près de la zone démilitarisée, sur le territoire de la ville de Paju, au nord de Séoul dans la province Gyeonggi-do, en Corée du Sud. 
Ouverte en 2002, la station est desservie par les circulations de rames de la navette Imjingang-Dorasan. Elle est située sur le tracé de l'ancienne ligne Gyeongui.

## Histoire

### Origine
Lors de la guerre entre les deux Corée, l'ancienne ligne Gyeongui, qui desservait des sites sur les territoires actuelles de la Corée du Sud et de la Corée du Nord, est abandonnée le 12 juin 1951, en pleine guerre, entre les gares de Munsan au sud et « Bongdong » au nord. Après l'armistice de Panmunjeom, en 1953, la ligne n'est pas rétablie, renommée au nord en ligne Pyongbu (en) et, au sud elle conserve son non de ligne Gyeongui.
En 2000, a lieu un Sommet inter-coréen, un accord est conclu pour rétablir la liaison ferroviaire entre les deux pays et que soit construite une gare frontalière du côté de la Corée du Sud. Ce projet est principalement porté par Kim Dae-jung, alors président de la Corée du Sud, qui ambitionne de « réchauffer un demi-siècle de relations glaciales avec le Nord communiste » en réalisant de « grands projets pour un chemin de fin intercoréen qui s'étendrait jusqu'en Chine et en Russie ».
Les premières réalisations programmées sont le rétablissement des voies entre les deux frontières et la construction, avec des fonds venant du conglomérat Hyundai, d'une gare internationale « brillante et moderne », en Corée du Sud, à quelques centaines de mètres de la Zone coréenne démilitarisée (DMZ).
Inaugurée puis visitée par George Bush, la gare de Dorasan est mise en service le 11 avril 2002.
La circulation, entre le sud et le nord, d'un train d'essai a lieu le 11 décembre 2007. Un deuxième sommet inter-coréen à Pyongyang, le 4 octobre 2008, permet un accord économique portant sur 10 milliards d'euros. Il se concrétise en fin d'année avec un premier départ d'un train de marchandises, constitué d'une locomotive diesel et douze wagons, le matin du 11 décembre 2008, avec la gare de Panmunjam comme destination en Corée du Nord.
Elle a été desservie jusqu'en 2009 par un service de passager direct depuis Séoul.
Elle fut utilisée provisoirement pour le transport de matières premières en direction de la zone industrielle spéciale de Kaesong (du côté nord-coréen), et de produits finis (en direction de Séoul). Cette utilisation est possible en fonction d'accords entre les gouvernements sud-coréen et nord-coréen, lesquels changent fréquemment en fonction du climat politique. En tant que point de contrôle frontalier, la gare possède des installations de douanes, d'immigration ainsi qu'une sécurité spéciale.

## Services aux voyageurs

### Intermodalité
Elle est desservie depuis la station d'Imjingang n à raison de deux fois par jour. Ces trains sont essentiellement empruntés par des touristes. Vu sa vocation actuelle de site « touristique », elle est fermée le lundi – comme la majorité des musées du pays – et le dimanche. Il n'est pas possible d'aller à cette gare sans posséder un billet de retour ; la possession d'un document d'identité tel le passeport est également requise.